# Vasile Țanțu
Vasile Țanțu (n. 1 martie 1882, Horodiștea, Gubernia Basarabia – d. 30 ianuarie 1937, Iași) a fost un deputat din Sfatul Țării, organismul care a exercitat puterea legislativă în Republica Democratică Moldovenească, în perioada 1917-1918.

## Educația
A absolvit cursurile primare în satul natal.
A urmat Școala de agricultură, devenind învățător. 
A terminat o școală de ofițeri, ajungând sublocotenent de rezervă.

## Activitate politică
A inițiat, împreună cu tinerii militari, Comitetul ostășesc de pe frontul român, cu sediul la Iași, la sfârșitul lui iunie 1917. A fost secretarul comitetului înființat, iar în această calitate, la 31 august, împreună cu A. Scobiola a semnat și expediat o adresă din partea Comitetului către Zemstva gubernială. Pe fondul începerii anului școlar cei doi au sugerat ideea că învățătorii cu solide cunoștințe de limba și literatura română să fie aduși dintre ardelenii și bucovinenii aflați în Rusia, fie în calitate de refugiați, fie ca prizonieri.
A fost luată hotărârea ca Vasile Țanțu să fie candidat pentru Constituanta rusă, din partea eserilor moldoveni; hotărâre luată în cadrul ședințelor adunării delegaților, de pe frontul român, ținute în zilele de 10,11 și 12 octombrie 1917 la Iași. Alegerile au fost amânate pentru zilele de 26, 27 și 28 noiembrie, iar Țanțu a fost propus din nou.
La Congresul ostășesc din 20 octombrie, când președinte a fost ales V. Cijevschi, secretari au fost Șt. Holban și Vasile Țanțu. În ședința, care a avut loc în aceeași zi, Țanțu ține un discurs, alături de întregul grup al separatiștilor. La congres s-a ales un birou care urma să se ocupe de organizarea Sfatului Țării, al cărui președinte a fost Vasile Țanțu. A fost și adjunctul Șefului Statului Major.

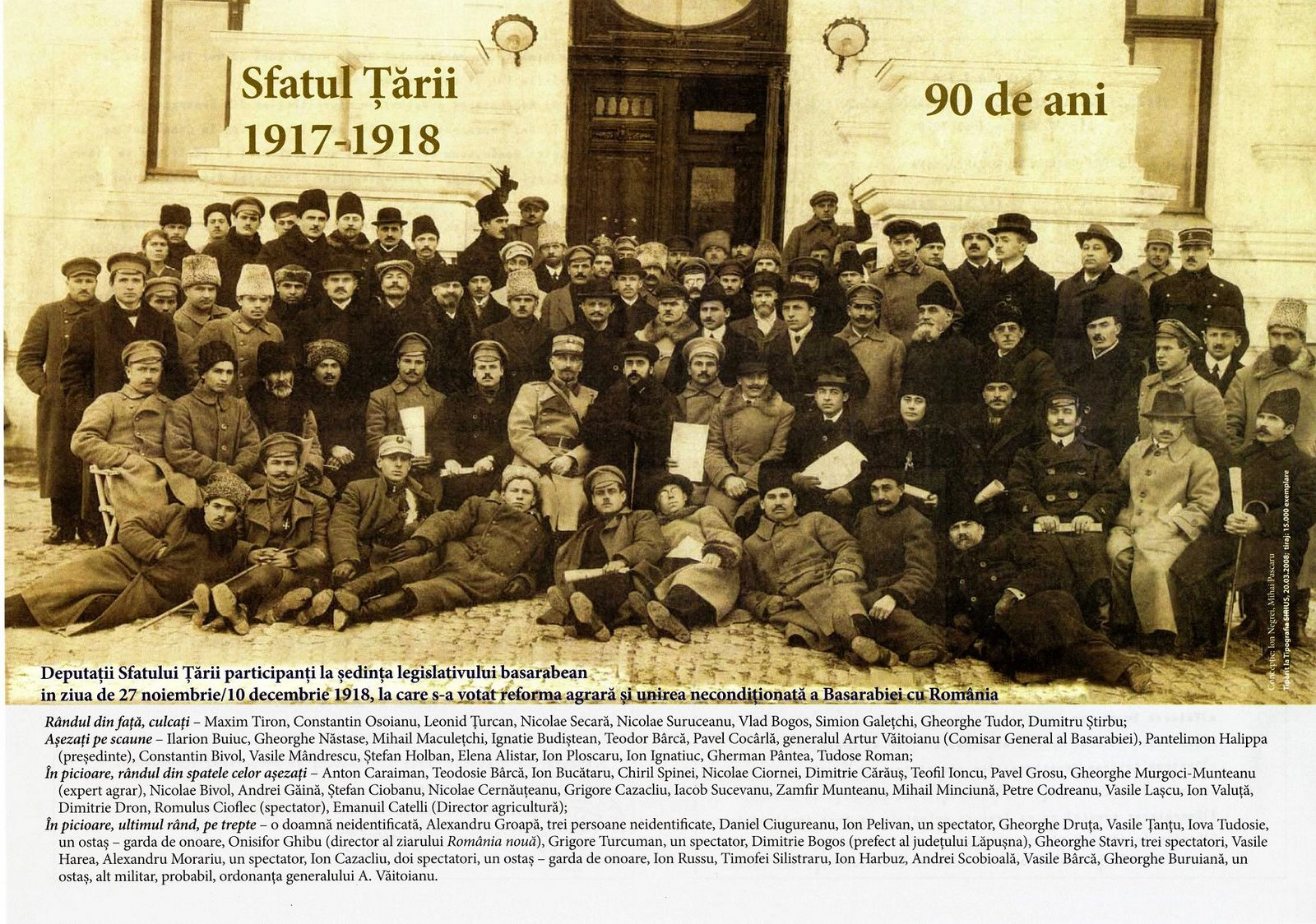
Sfatului Țării, Decembrie 1918.

A fost ales deputat din partea județului Bălți.
A fost unul dintre cei trei vorbitori, în limba română, al ședinței de deschidere a Sfatului Țării, din data de 21 noiembrie 1917. Restul, Cotoros, Ghreman Pântea, Cogan, Nadejda E. Grinfeld au vorbit în limba rusă.
A plecat într-o misiune, pentru a cere ajutorul României, dar a fost oprit la Școală de către membrii FrontOtdel-ului, unitate a Sovietelor Frontului Român, Flotei Mării Negre și regiunii Odessa.
La 6 ianuarie 1918, s-au aflat legăturile pe care Țanțu le avea cu batalionul de ardeleni, ceea ce a dus la punerea sub urmărire, dorindu-se chiar și arestare lui, din ordinul comandantului garnizoanei Chișinău, Levenzon. Vasile Țanțu a reușit să fugă, s-a ascuns într-un coteț de găini pentru o noapte, iar apoi s-a întâlnit cu Gheorghe Buruiană, cu care a ajuns la Iași, cu scopul de a grăbi ajutorul României.
S-a regăsit în rândul vorbitorilor, cu ocazia deschiderii Universității populare, la 18 februarie 1918.
În perioada 21 noiembrie 1917 – 27 noiembrie 1918 a fost ales deputat. La 27 martie și-a exprimat votul în favoarea unirii.
A fost membru în comisia de arbitraj, precum și în comisia de statute și declarații, în cadrul Sfatului.
A murit  în spitalul din Iași pe 30 ianuarie 1937 și a fost înmormântat în Cimitirul Central din Chișinău. Fiul său, fiind elev în acel an, a fost maltratat de NKVD, imediat după 28 iunie 1940.